# قزاق‌لار (بردع)
قزاق‌لار (به لاتین: Qazaxlar) یک منطقه مسکونی در جمهوری آذربایجان است که در شهرستان بردع واقع شده است.